# Rajd Arłamów 2015
2 Rajd Arłamów 2015 – druga edycja rajdu samochodowego rozgrywanego od 12 do 14 listopada 2015 roku z bazą w Arłamowie w województwie podkarpackim, w gminie Ustrzyki Dolne. Była to ósma runda rajdowych samochodowych mistrzostw Polski w sezonie 2015. Organizatorem rajdu był Automobilklub Rzeszowski, a dyrektorem Damian Dobrowolski. Rajd składał się z 9 odcinków specjalnych rozgrywanych na asfalcie.

## Zwycięzcy odcinków specjalnych[5]
| Dzień        | Numer odcinka | Nazwa odcinka  | Długość  | Zwycięzca odcinka                  | Nr Sam. | Samochód          | Czas    | Lider rajdu            |
| ------------ | ------------- | -------------- | -------- | ---------------------------------- | ------- | ----------------- | ------- | ---------------------- |
| 13 listopada | OS1           | Rokietnica 1   | 10,4 km  | Łukasz Habaj Piotr Woś             | 2       | Ford Fiesta R5    | 6:02,4  | Łukasz Habaj Piotr Woś |
| 13 listopada | OS2           | Przemyśl 1     | 11,8 km  | Łukasz Habaj Piotr Woś             | 2       | Ford Fiesta R5    | 6:48,1  | Łukasz Habaj Piotr Woś |
| 13 listopada | OS3           | Rokietnica 2   | 10,4 km  | Łukasz Habaj Piotr Woś             | 2       | Ford Fiesta R5    | 6:01,8  | Łukasz Habaj Piotr Woś |
| 13 listopada | OS4           | Przemyśl 2     | 11,8 km  | Łukasz Habaj Piotr Woś             | 2       | Ford Fiesta R5    | 6:41,1  | Łukasz Habaj Piotr Woś |
| 14 listopada | OS5           | Huta Brzuska 1 | 8,37 km  | Bryan Bouffier Thibault De La Haye | 1       | Ford Fiesta Proto | 4:29,0  | Łukasz Habaj Piotr Woś |
| 14 listopada | OS6           | Pruchnik 1     | 18,82 km | Łukasz Habaj Piotr Woś             | 2       | Ford Fiesta R5    | 11:05,5 | Łukasz Habaj Piotr Woś |
| 14 listopada | OS7           | Pruchnik 2     | 18,82 km | Łukasz Habaj Piotr Woś             | 2       | Ford Fiesta R5    | 10:54,2 | Łukasz Habaj Piotr Woś |
| 14 listopada | OS8           | Pruchnik 3     | 18,82 km | Bryan Bouffier Thibault De La Haye | 1       | Ford Fiesta Proto | 10:42,6 | Łukasz Habaj Piotr Woś |
| 14 listopada | OS9           | Bircza 1       | 12,4 km  | Łukasz Habaj Piotr Woś             | 2       | Ford Fiesta R5    | 3:18.6  | Łukasz Habaj Piotr Woś |

## Power Stage - OS9[6]
| Miejsce | Kierowca       | Pilot               | Czas   | Strata | Punkty |
| ------- | -------------- | ------------------- | ------ | ------ | ------ |
| 1       | Łukasz Habaj   | Piotr Woś           | 8:52,1 | -      | 3      |
| 2       | Bryan Bouffier | Thibault De La Haye | 8:56,7 | +4,6   | 2      |
| 3       | Mariusz Stec   | Łukasz Włoch        | 9:28,1 | +36,0  | 1      |

## Wyniki końcowe rajdu[3]
| Miejsce | Kierowca        | Pilot               | Samochód                 | Czas      | Strata   | Grupa Klasa | Punkty |
| ------- | --------------- | ------------------- | ------------------------ | --------- | -------- | ----------- | ------ |
| 1       | Łukasz Habaj    | Piotr Woś           | Ford Fiesta R5           | 1:11:47,4 | -        | 2           | 25+3   |
| 2       | Bryan Bouffier  | Thibault De La Haye | Ford Fiesta Proto        | 1:12:00,2 | +12,8    | Open N      | 18+2   |
| 3       | Marcin Gagacki  | Marcin Bilski       | Mitsubishi Lancer EVO IX | 1:18:12,9 | +6:25,5  | Open N      | 15     |
| 4       | Mariusz Stec    | Łukasz Włoch        | Ford Fiesta Proto        | 1:18:27,9 | +6:40,5  | Open N      | 12+1   |
| 5       | Jan Chmielewski | Grzegorz Dachowski  | Citroen DS3              | 1:18:45,6 | +6:58,2  | 3           | 10     |
| 6       | Grzegorz Musz   | Bogusław Browiński  | Renault Clio             | 1:20:54,4 | +9:07,0  | 3           | 8      |
| 7       | Łukasz Kotarba  | Tomasz Kotarba      | Mitsubishi Lancer EVO IX | 1:22:35,2 | +10:47,8 | Open N      | 6      |
| 8       | Marcin Górny    | Zbigniew Cieślar    | Ford Fiesta R2           | 1:23:11,8 | +11:24,4 | 4F          | 4      |
| 9       | Hubert Maj      | Szymon Jasiński     | Mitsubishi Lancer EVO V  | 1:24:19,9 | +12:32,5 | HR2         | 2      |
| 10      | Igor Pietrzak   | Michał Kłos         | Ford Fiesta              | 1:24:52,0 | +13:04,6 | 4F          | 1      |